# Craig Breen
Craig Breen (Waterford, 2 febbraio 1990 – Lobor, 13 aprile 2023) è stato un pilota di rally irlandese, vincitore due volte del Rally di Sanremo.

## Carriera

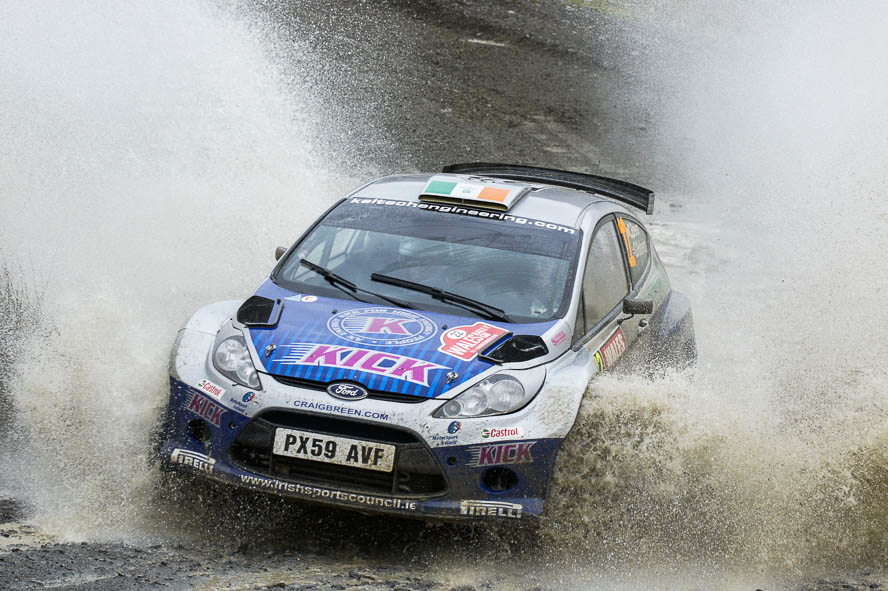
Breen al rally del Galles 2010

Craig era il figlio di Ray Breen, un campione nazionale di rally irlandesi. Come molti altri piloti della sua generazione ha iniziato a correre in kart nel 1999 in Irlanda. Nel 2007 è passato ai rally seguendo il padre. Nel 2009 vince il campionato Ford Fiesta Sporting Trophy con la Ford Fiesta V ST.

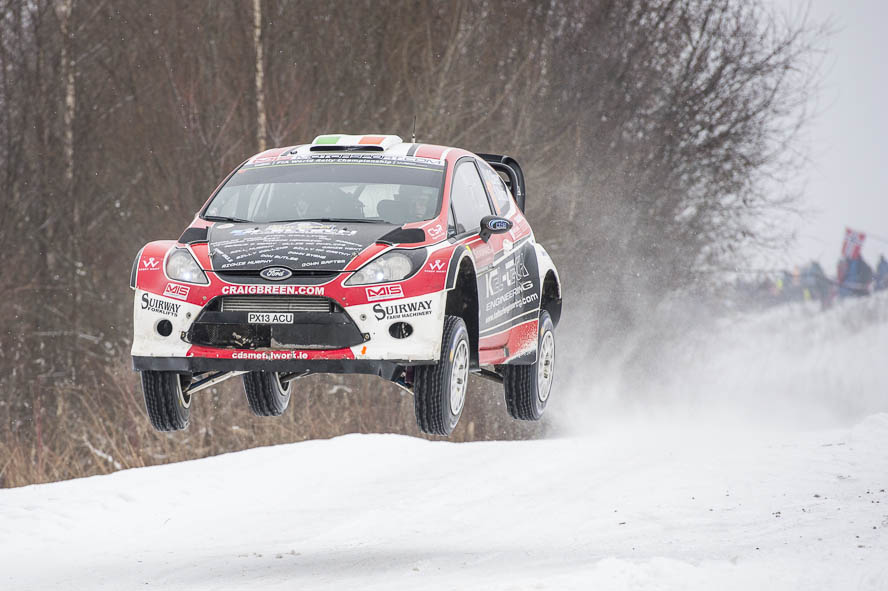
Breen al rally di Svezia 2014

Nel 2011 vinse il campionato WRC Academy, vincendo il suo primo rally in occasione del Rally di Germania e conquistando anche il Rally GB. 
Nel 2012 partecipò e vinse il campionato del mondo Super 2000, conquistando vittorie al Rally di Montecarlo, al Rally del Galles, al Rally di Francia e al Rally di Spagna. L'annata fu tuttavia segnata dalla tragica scomparsa del suo copilota Gareth Roberts nel mese di giugno a seguito di un incidente durante il Rally Targa Florio, quinto round dell'Intercontinental Rally Challenge 2012. A novembre alla fine del Rally di Catalunya quando vinse il campionato del mondo WRC Super 2000.
Nel 2013, Breen e il suo nuovo copilota Paul Nagle furono ingaggiati da Peugeot come equipaggio di riferimento per il campionato europeo rally. La stagione fu positiva, conquistando cinque podi e finendo terzo assoluto a soli quattro punti dal secondo posto. Durante la stagione Nagle lasciò il team per aiutare il pilota Volkswagen Andreas Mikkelsen nel WRC. Dal Rally di Polonia in poi la belga Lara Vanneste divenne copilota di Breen.

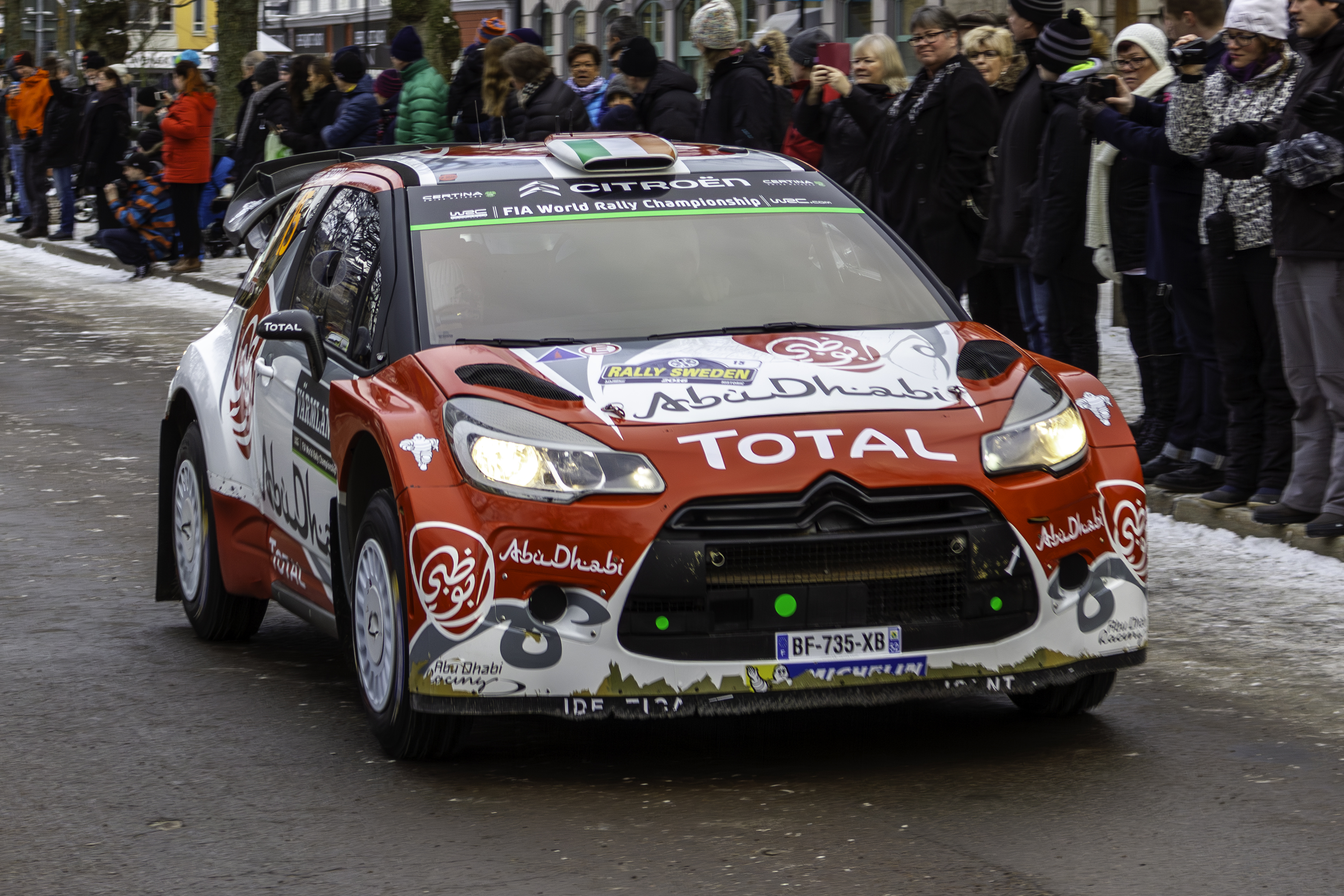
Breen al rally di Svezia 2016

Nel 2014 Breen vinse il suo primo rally nel Campionato Europeo all'Acropolis Rally in Grecia, sempre alla guida di una Peugeot 208 T16.
Nel 2015 Breen con Scott Martin come copilota vinse il Circuit of Ireland Rally, il quale era un suo obiettivo da molto tempo, in particolare poiché ricorreva il ventesimo anniversario della vittoria del suo idolo d'infanzia Frank Meagher.
Dal 2016 al 2018 fu pilota ufficiale della Citroën nel WRC, scuderia per la quale guidò dapprima la DS3 WRC ed in seguito dal 2017 una C3 WRC. Nel 2016 ottenne la sua prima vittoria di una prova speciale e il suo primo podio (terzo posto) al Rally di Finlandia. Nel 2018 migliorò il suo miglior piazzamento finendo secondo al Rally di Svezia. In tutte le tre stagioni con Citroen partecipò al mondiale con un programma di gare part-time non concorrendo quindi in tutti i rally del campionato.
Dal 2019 al 2021 divenne pilota ufficiale di Hyundai per il Campionato del mondo rally, partecipando sempre con un programma part-time al mondiale. Nel 2019 e nel 2021 ha vinto il Rally di Sanremo tappa del Campionato Italiano in entrambi i casi a bordo di una Hyundai i20 R5.
Nell'ottobre 2021, è stato annunciato che Breen si sarebbe unito all'M-Sport Ford WRT come pilota di punta per la stagione 2022. Per la prima volta in carriera partecipò a tutti gli eventi del WRC. I suoi compagni di squadra per l'anno furono Adrien Fourmaux e Gus Greensmith. Durante la stagione ottiene due podi, il primo nel Rally di Monte Carlo e il secondo nel Rally di Sardegna. Prima del Rally di Catalogna 2022, Paul Nagle suo copilota annuncia il ritiro e dal successivo Rally del Giappone fu sostituito da James Fulton. 

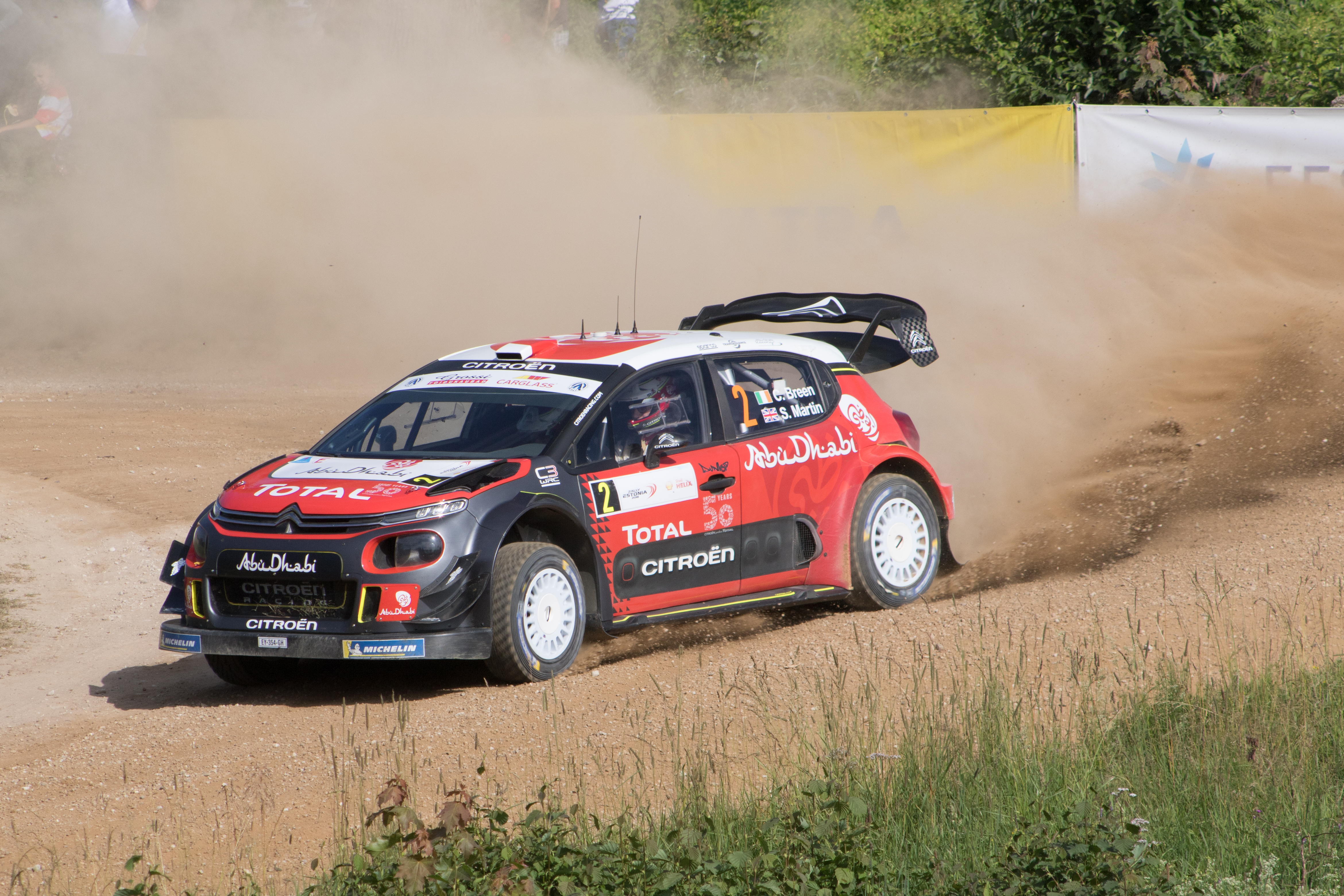
Breen al rally di Estonia 2018

Per la stagione 2023, Breen torna a correre per il team Hyundai Shell Mobis WRT dopo una sola stagione con la Ford. Nel Rally di Svezia riesce a replicare il suo miglior risultato ottenendo il secondo posto dietro Ott Tänak.
È morto il 13 aprile 2023 a Lobor durante un test in preparazione al Rally di Croazia 2023, quarta prova del campionato del mondo, a seguito di un impatto contro un palo di legno di una staccionata che ha sfondato il finestrino laterale colpendolo.

## Vita privata
Era legato sentimentalmente alla pilota e navigatrice italiana Tamara Molinaro.

## Palmarès
- - Campionato piloti Ireland Tarmac (2019)
- - Campionato piloti S-WRC, su Ford Fiesta S2000 (2012)
- - Campionato piloti WRC Academy, su Ford Fiesta R2 (2011)
- - Campionato piloti Ford Fiesta Sporting Trophy (2009)

## Vittorie nel mondiale rally

### Vittorie nel WRC Academy
| Nº | Anno | Rally                  | Copilota       | Vettura         |
| -- | ---- | ---------------------- | -------------- | --------------- |
| 1  | 2011 | Rally di Germania      | Gareth Roberts | Ford Fiesta R2s |
| 2  | 2011 | Rally di Gran Bretagna | Gareth Roberts | Ford Fiesta R2s |

### Vittorie nel S-WRC
| Nº | Anno | Rally                  | Copilota       | Vettura           | Squadra              |
| -- | ---- | ---------------------- | -------------- | ----------------- | -------------------- |
| 1  | 2012 | Rally di Monte Carlo   | Gareth Roberts | Ford Fiesta S2000 | Craig Breen Rallying |
| 2  | 2012 | Rally di Gran Bretagna | Paul Nagle     | Ford Fiesta S2000 | Craig Breen Rallying |
| 3  | 2012 | Rally d'Alsazia        | Paul Nagle     | Ford Fiesta S2000 | Craig Breen Rallying |
| 4  | 2012 | Rally di Catalogna     | Paul Nagle     | Ford Fiesta S2000 | Craig Breen Rallying |

## Risultati nel mondiale rally

### WRC
| 2009 | Scuderia | Vettura                         |  |  |  |    |  |  |  |  |    |  |    |    |  |  |  |  | Punti | Pos. |
| ---- | -------- | ------------------------------- |  |  |  | -- |  |  |  |  | -- |  | -- | -- |  |  |  |  | ----- | ---- |
| 2009 |          | Ford Fiesta ST e Ford Fiesta R2 |  |  |  | 25 |  |  |  |  | 26 |  | 36 | 39 |  |  |  |  | 0     |      |

| 2010 | Scuderia                                     | Vettura                            |  |  |  |    |  |  |  |    |  |  |  |  |    |  |  |  | Punti | Pos. |
| ---- | -------------------------------------------- | ---------------------------------- |  |  |  | -- |  |  |  | -- |  |  |  |  | -- |  |  |  | ----- | ---- |
| 2010 | Barwa Rally Team e Castrol Ford Team Türkiye | Ford Fiesta ST e Ford Fiesta S2000 |  |  |  | 22 |  |  |  | 19 |  |  |  |  | 12 |  |  |  | 0     |      |

| 2011 | Scuderia       | Vettura           |    |  |  |  |  |  |  |  |  |  |  |    |  |  |  |  | Punti | Pos. |
| ---- | -------------- | ----------------- | -- |  |  |  |  |  |  |  |  |  |  | -- |  |  |  |  | ----- | ---- |
| 2011 | PS Engineering | Ford Fiesta S2000 | 15 |  |  |  |  |  |  |  |  |  |  | 15 |  |  |  |  | 0     |      |

| 2012 | Scuderia             | Vettura           |    |    |  |     |  |  |  |     |  |    |    |  |   |  |  |  | Punti | Pos. |
| ---- | -------------------- | ----------------- | -- | -- |  | --- |  |  |  | --- |  | -- | -- |  | - |  |  |  | ----- | ---- |
| 2012 | Craig Breen Rallying | Ford Fiesta S2000 | 14 | 16 |  | Rit |  |  |  | Rit |  | 13 | 17 |  | 6 |  |  |  | 8     | 17º  |

| 2014 | Scuderia             | Vettura            |  |   |  |  |  |  |  |     |  |  |  |  |  |  |  |  | Punti | Pos. |
| ---- | -------------------- | ------------------ |  | - |  |  |  |  |  | --- |  |  |  |  |  |  |  |  | ----- | ---- |
| 2014 | Craig Breen Rallying | Ford Fiesta RS WRC |  | 9 |  |  |  |  |  | Rit |  |  |  |  |  |  |  |  | 2     | 25º  |

| 2015 | Scuderia              | Vettura         |    |  |  |  |     |  |  |     |    |  |    |     |    |  |  |  | Punti | Pos. |
| ---- | --------------------- | --------------- | -- |  |  |  | --- |  |  | --- | -- |  | -- | --- | -- |  |  |  | ----- | ---- |
| 2015 | Saintéloc Junior Team | Peugeot 208 T16 | 13 |  |  |  | Rit |  |  | Rit | 18 |  | 17 | Rit | 13 |  |  |  | 0     |      |

| 2016 | Scuderia            | Vettura         |  |   |  |  |  |  |   |   |  |   |   |    |     |  |  |  | Punti | Pos. |
| ---- | ------------------- | --------------- |  | - |  |  |  |  | - | - |  | - | - | -- | --- |  |  |  | ----- | ---- |
| 2016 | Abu Dhabi Total WRT | Citroën DS3 WRC |  | 8 |  |  |  |  | 7 | 3 |  | C | 5 | 10 | Rit |  |  |  | 36    | 10º  |

| 2017 | Scuderia                    | Vettura                          |   |   |  |    |     |   |    |    |   |   |  |    |     |  |  |  | Punti | Pos. |
| ---- | --------------------------- | -------------------------------- | - | - |  | -- | --- | - | -- | -- | - | - |  | -- | --- |  |  |  | ----- | ---- |
| 2017 | Citroën Total Abu Dhabi WRT | Citroën C3 WRC e Citroën DS3 WRC | 5 | 5 |  | 53 | Rit | 5 | 25 | 11 | 5 | 5 |  | 15 | Rit |  |  |  | 64    | 10º  |

| 2018 | Scuderia                    | Vettura        |   |   |  |  |     |   |   |    |    |     |   |   |   |  |  |  | Punti | Pos. |
| ---- | --------------------------- | -------------- | - | - |  |  | --- | - | - | -- | -- | --- | - | - | - |  |  |  | ----- | ---- |
| 2018 | Citroën Total Abu Dhabi WRT | Citroën C3 WRC | 9 | 2 |  |  | Rit | 7 | 6 | 85 | 74 | Rit | 4 | 9 | 7 |  |  |  | 67    | 11º  |

| 2019 | Scuderia                | Vettura               |  |  |  |  |  |  |  |  |   |  |  |   |  |  |  |  | Punti | Pos. |
| ---- | ----------------------- | --------------------- |  |  |  |  |  |  |  |  | - |  |  | - |  |  |  |  | ----- | ---- |
| 2019 | Hyundai Shell Mobis WRT | Hyundai i20 Coupe WRC |  |  |  |  |  |  |  |  | 7 |  |  | 8 |  |  |  |  | 10    | 14º  |

| 2020 | Scuderia                | Vettura               |  |   |  |    |  |  |  |  |  |  |  |  |  |  |  |  | Punti | Pos. |
| ---- | ----------------------- | --------------------- |  | - |  | -- |  |  |  |  |  |  |  |  |  |  |  |  | ----- | ---- |
| 2020 | Hyundai Shell Mobis WRT | Hyundai i20 Coupe WRC |  | 7 |  | 25 |  |  |  |  |  |  |  |  |  |  |  |  | 25    | 9º   |

| 2021 | Scuderia                | Vettura               |  |    |    |  |  |  |   |   |  |   |  |  |  |  |  |  | Punti | Pos. |
| ---- | ----------------------- | --------------------- |  | -- | -- |  |  |  | - | - |  | - |  |  |  |  |  |  | ----- | ---- |
| 2021 | Hyundai Shell Mobis WRT | Hyundai i20 Coupe WRC |  | 42 | 82 |  |  |  | 2 | 2 |  | 3 |  |  |  |  |  |  | 76    | 8º   |

| 2022 | Scuderia         | Vettura                 |   |     |   |   |   |   |    |     |    |    |    |   |    |  |  |  | Punti | Pos. |
| ---- | ---------------- | ----------------------- | - | --- | - | - | - | - | -- | --- | -- | -- | -- | - | -- |  |  |  | ----- | ---- |
| 2022 | M-Sport Ford WRT | Ford Puma Rally1 Hybrid | 3 | 365 | 4 | 8 | 2 | 6 | 30 | 322 | 63 | 53 | 19 | 9 | 24 |  |  |  | 84    | 7º   |

| 2023 | Scuderia                | Vettura                     |  |    |  |    |  |  |  |  |  |  |  |  |  |  |  |  | Punti | Pos. |
| ---- | ----------------------- | --------------------------- |  | -- |  | -- |  |  |  |  |  |  |  |  |  |  |  |  | ----- | ---- |
| 2023 | Hyundai Shell Mobis WRT | Hyundai i20 N Rally1 Hybrid |  | 25 |  | WD |  |  |  |  |  |  |  |  |  |  |  |  | 19    | 14º  |

| Legenda | 1º posto | 2º posto | 3º posto | A punti | Senza punti | Ritirato | Squalificato | NP=Non partito C=Gara cancellata | Apice=Power stage |

### S-WRC
| 2010 | Scuderia         | Vettura           |  |  |  |  |  |  |  |  |  |  |  |  |   |  |  |  | Punti | Pos. |
| ---- | ---------------- | ----------------- |  |  |  |  |  |  |  |  |  |  |  |  | - |  |  |  | ----- | ---- |
| 2010 | Barwa Rally Team | Ford Fiesta S2000 |  |  |  |  |  |  |  |  |  |  |  |  | 2 |  |  |  | 18    | 12º  |

| 2011 | Scuderia       | Vettura           |  |  |  |  |  |  |  |  |  |  |  |   |  |  |  |  | Punti | Pos. |
| ---- | -------------- | ----------------- |  |  |  |  |  |  |  |  |  |  |  | - |  |  |  |  | ----- | ---- |
| 2011 | PS Engineering | Ford Fiesta S2000 |  |  |  |  |  |  |  |  |  |  |  | 4 |  |  |  |  | 12    | 10º  |

| 2012 | Scuderia             | Vettura           |   |   |  |     |  |  |  |     |  |   |   |  |   |  |  |  | Punti | Pos. |
| ---- | -------------------- | ----------------- | - | - |  | --- |  |  |  | --- |  | - | - |  | - |  |  |  | ----- | ---- |
| 2012 | Craig Breen Rallying | Ford Fiesta S2000 | 1 | 2 |  | Rit |  |  |  | Rit |  | 1 | 1 |  | 1 |  |  |  | 118   | 1º   |

| Legenda | 1º posto | 2º posto | 3º posto | A punti | Senza punti | Ritirato | Squalificato | NP=Non partito C=Gara cancellata | Apice=Power stage |

### WRC Academy
| 2011 | Scuderia | Vettura        |  |  |     |  |   |  |  |   |   |  |     |  |   |  |  |  | Punti | Pos. |
| ---- | -------- | -------------- |  |  | --- |  | - |  |  | - | - |  | --- |  | - |  |  |  | ----- | ---- |
| 2011 |          | Ford Fiesta R2 |  |  | Rit |  | 8 |  |  | 2 | 1 |  | Rit |  | 1 |  |  |  | 111   | 1º   |

| Legenda | 1º posto | 2º posto | 3º posto | A punti | Senza punti | Ritirato | Squalificato | NP=Non partito C=Gara cancellata | Apice=Power stage |